# Die Macht des Goldes
Die Macht des Goldes è un film muto del 1912 scritto e diretto da Urban Gad.

## Produzione
Il film fu prodotto dalla Deutsche Bioscop GmbH per Projektions-AG Union (PAGU).

## Distribuzione
Distribuito dalla Projektions-AG Union (PAGU), uscì nelle sale cinematografiche tedesche presentato in prima a Berlino il 3 febbraio 1912.